# One Pound Fish Man
Muhammad Shahid Nazir (Urdu, Nastaliq: محمد شاہد نذیر, Pattoki, Punyab; 18 de octubre de 1981), también conocido como One Pound Fish Man (a veces escrito £1 Fish Man), es un pescadero y cantante británico-pakistaní, que alcanzó su popularidad con su vídeo viral "One Pound Fish". Su aparición posteriormente en el programa televisivo The X Factor lo llevó a un contrato con Warner Music.

## Vida personal
Nazir nació en la ciudad de Pattoki, cerca de Lahore en Punjab, Pakistán. Se crio escuchando música de Bollywood y Punjabi, y además cantaba canciones religiosas durante asambleas escolares. Antes de emigrar al Reino Unido para tener una vida mejor, Nazir trabajó para la empresa de transportes que su familia tenía. Está casado con Kashifa. La pareja tiene cuatro hijos. Su madre, su mujer y sus hijos todavía viven en Pattoki.

## Carrera

### "One Pound Fish"
Después de trabajar de manera breve en una tienda de todo a 100, Nazir, que se había establecido en el Este de Londres, empezó a trabajar en un puesto de pescado en el mercado de Upton Park, donde su jefe le instruyó que utilizara su voz para atraer a los clientes. Pronto compuso la canción "One Pound Fish" (en español "Pescado a una libra"):

Come on ladies, come on ladies

One pound fish 

Have-a, have-a look

One pound fish

Very, very good, very, very cheap

One pound fish

Six for five pound 

One pound each
Vamos señoras, vamos señoras,

pescado a una libra,

eche una ojeada,

pescado a una libra,

muy, muy bueno, muy, muy barato.

Pescado a una libra,

seis por cinco libras,

a una libra cada uno.

Después de que unos clientes suyos subieran un vídeo de Nazir cantando su canción a YouTube, se convirtió en un fenómeno viral, y fue invitado para actuar actuar en el programa de televisión The X Factor. La canción fue más tarde versionada por Alesha Dixon, Timbaland y Mindless Behavior.

### PostX Factor
En noviembre de 2012, Nazir firmó contrato con Warner Music como artista, y sacó al mercado una versión de baile de su canción. También grabó un videoclip donde actuaron bailarinas de Bollywood. La canción alcanzó el número uno de ventas en las navidades del año 2012 junto al ganador de The X Factor James Arthur y su canción "Impossible".

### Regreso a Pakistán
Nazir llegó al Reino Unido gracias a una beca estudiantil, pero pronto dejó sus estudios para trabajar como pescadero, violando los términos de su beca.[¿cuándo?][¿dónde?] En diciembre de 2012, se descubrió que el Ministerio del Interior británico le había avisado que debía abandonar el país dado que su beca ya había expirado. Volvió a Pakistán en diciembre de 2012. Sus mánagers le dijeron que regresase al Reino Unido para promover su carrera musical con un nuevo visado de entrada. Se dijo que su salida a Pakistán se realizó para que apareciera en la Televisión Nacional Pakistaní, dado que obtuvo una gran popularidad en su propio país después del lanzamiento de la canción, y también para ver a su familiar antes de regresar al Reino Unido. Su agente, Samir Ahmed, dijo: "Volverá a Pakistán para celebrar Año Nuevo con su familia. Su regreso al Reino Unido depende de la aprobación pendiente de un visado laborable. Esperamos que regrese en las semanas venideras".

## Discografía

### Sencillos
| "One Pound Fish"                    | 2012 | 28 | 1 | 169 | 24 | Single sin álbum |
| "—" indica que no hay estadísticas. |      |    |   |     |    |                  |